# Franz Steindachner
Dr. Franz Steindachner, dvorní rada (11. listopadu 1834 Vídeň - 10. prosince 1919, tamtéž) byl rakouský zoolog a ichtyolog.

## Životopis
Steindachner zpočátku studoval ve Vídni práva, než v roce 1856 na doporučení svého profesora a přítele rakouského paleontologa Eduarda Suesse (1831 - 1914) a díky své vrozené tendenci a pozitivnímu vztahu k vědě brzy začal navštěvoval přednášky profesorů Carla Josepha Hyrtla, Eduarda Fenzla, Franze Ungera a Rudolfa Knera. Ještě jako asistent a posluchač studia geologie a paleontologie se nechal přesvědčit a inspirovat ke studiu ichtyologie. Začal se zabývat studiem fosilních ryb z vídeňské pánve a také publikoval svou první práci.
Na základě jeho vynikající práce, mu bylo v roce 1860 nabídnuto vedení sbírek sekce ryb v Přírodovědném muzeu ve Vídni. Místo přijal a v témže roce byl jmenován. Svěřena mu byla správa těchto sbírek, která byla od smrti Jana Jakoba Heckela (1790–1857) neobsazena.
Následující rok, poté, co museum opustil Leopold Fitzinger, převzal také správu sbírek obojživelníků a plazů.
První vědecké výpravy k rozšíření sbírek vedly Steindachnera do Španělska, Portugalska, na Kanárské ostrovy a do Senegalu.
Mezi roky 1859 a 1868 Steindachner publikoval 55 ichtyologických děl v celkovém objemu téměř 900 stran, čímž se stal jednou z nejuznávanějších ichtyologických vědeckých osobností. Rostoucí Steindachnerova reputace jako ichtyologa, měla v roce 1868 za následek pozvání Louisem Agassizem (1807–1873) získat místo v Muzeu srovnávací zoologie na Harvardově univerzitě. Steindachner se v letech 1871–1872 zúčastnil expedice Hassler.
V roce 1874 se vrátil do Vídně na Naturhistorisches Museum, a v roce 1887 zde byl jmenován ředitelem oddělení zoologie. V roce 1898 byl povýšen a jmenován ředitelem celého muzea. Od 1875 se stal členem vídeňské Akademie věd.
V průběhu své kariéry často cestoval. V roce 1890 vedl Rakousko-Uherskou podmořskou expedice ve východním Středomoří, dále vedl výzkumné cesty v Jaderském a Rudém moři, na Kanárských ostrovech, v Latinské Americe, aj. V roce 1892 se stal členem německé akademie věd Leopoldina.
Ve svých zoologických studiích, byly předmětem jeho zájmu hlavně systematická a faunistická hlediska.

## Pocty
V oblasti taxonomie nesou jeho jméno následující rybí rody:
- Steindachneridion, (Eigenmann & Eigenmann, 1919) rod ryb z čeledi Anténcovití (Pimelodidae) - Jižní Ameriky
- Steindachnerina, (Fowler, 1906) rod ryb z čeledi Hlavostojkovití (Curimatidae)- Jižní Amerika

## Dílo (Vydané spisy)
Mezi jeho známější díla v oblasti ichtyologie jsou:
- Ichthyologische Notizen (1863, - publikoval více než 8 vydání),
- Ichthyologische Beiträge (1874),
- Die Süßwasserfische des südöstlichen Brasilien, (Wien, 1877),
- Beiträge zur Kenntniss der Flussfische Sudamerikas (1879), - druhá práce se zabývající se říčními rybami z Jižní Ameriky.
- Über drei neue Characinen und drei Siluroiden aus dem Stromgebiete des Amazonas innerhalb Brasilien, (Wien, 1908),
- Beiträge zur Kenntnis der Flussfische Südamerikas, (Wien, 1915),

Z oblasti herpetologie vydal:
- Die Schlangen und der eidechsen Galapagos-Inseln (Hadi a ještěři z Galapágy, 1875).